# Phyllocnistis citronympha
Phyllocnistis citronympha là một loài bướm đêm thuộc họ Gracillariidae, known from Maharashtra và Karnataka, Ấn Độ. Ấu trùng ăn Lannea coromandelica và Odina wodier.